# Беато, Феликс
Фе́ликс Беа́то, Фели́че Беа́то (англ. Felix Beato, англ. Felice Beato, 1832 — 29 января 1909) — британский фотограф итальянского происхождения, путешественник и один из первых фотографов, начавших снимать Восточную Азию. Также известен как пионер среди военных фотографов.
Известен своими пейзажами, жанровыми работами, портретами, видами и ландшафтами Средиземноморья и Азии. Его работы освещают Крымскую войну, Индийское национальное восстание 1857 года, Вторую опиумную войну и Войну Босин.
Работы Феликса Беато имели огромное влияние на творчество других фотографов, в частности на работы фотохудожников Японии и становление фоторепортажа.

## Биография

### Происхождение
Долгое время точные даты рождения и смерти Феликса Беато были неизвестны. Лишь в 2009 году было обнаружено его свидетельство о смерти, из которого следует, что он родился в 1832 году в Венеции. По-видимому, ещё в первые годы жизни (в 1833 или 1834 году) он оказался на острове Корфу в государстве Ионическая республика, которое являлось протекторатом британского правительства. Однако ещё в 1797 году Корфу был территорией Венецианской республики, затем владением Франции и только в 1815 году перешёл под британское управление. Поэтому в некоторых исторических записях Беато упоминается как итальянец. Таким образом, он был британским подданным итальянского происхождения. Существует две серии фотографий, которые подписаны соответственно «Felice Antonio Beato» и «Felice A. Beato». Долгое время считалось, что это один фотограф, который в примерно одинаковое время был в двух отдаленных местах, например в Египте и Японии. Однако в 1983 году Чантал Эдель доказал, что под подписью «Felice Antonio Beato» содержатся работы двух братьев Феликса Беато и Антонио Беато.

### Ранние годы

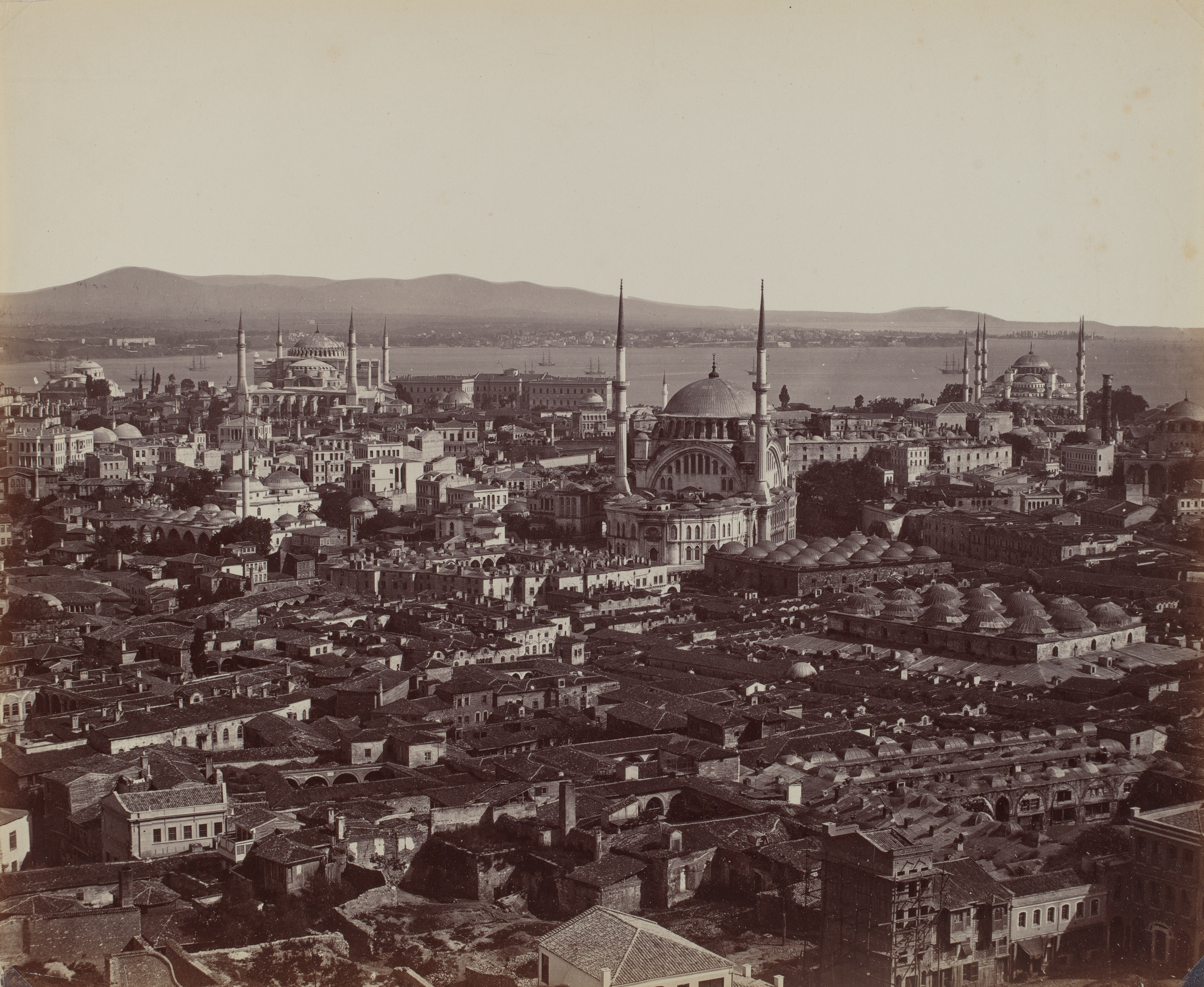
Вид на Константинополь, 1857

Феликс Беато приобрёл свою первую фотокамеру в Париже в 1851 году. В 1850 году на Мальте Беато встречает фотографа Джеймса Робертсона, который до этого работал гравировщиком в имперском османском монетном дворе, в 1851 году они вместе едут в Константинополь. В 1853 году Робертсон и Беато становятся партнёрами и начинают фотографировать вместе, в этом же или в 1854 году они открывают собственную фирму и называют её «Робертсон и Беато», в Константинополе открывается их фотостудия. В 1854 году они вместе с братом Антонио Беато отправляются на Мальту, в 1856 году в Грецию и в 1857 году в Иерусалим. Некоторое количество фотоснимков подписаны «Робертсон, Беато и Ко» (англ. "Robertson, Beato and Co."), где под Ко, видимо, имеется в виду именно Антонио.
В конце 1854 или в начале 1855 года Джеймс Робертсон женился на сестре братьев Беато — Леониде Марии Матильде Беато. У них было 3 дочери: Катерина Грейс (р. 1856), Эдит Маркон Вёрдженс (р. 1859) и Хелен Беатрук (р. 1861).

### Крымская война
В 1855 году Феликс Беато и Джеймс Робертсон отправились в Крым в Балаклаву. Феликс Беато был военным фотографом Крымской войны, в своих фотоальбомах он старался предельно точно воссоздать хронологию событий, даже если съёмка была непоследовательной. Из-за ограниченных технических возможностей того времени фотографии были статичны и не могли передать, к примеру, триумф после победы или боль и страдания побеждённых, хотя именно этого хотел Феликс Беато.

### Индия

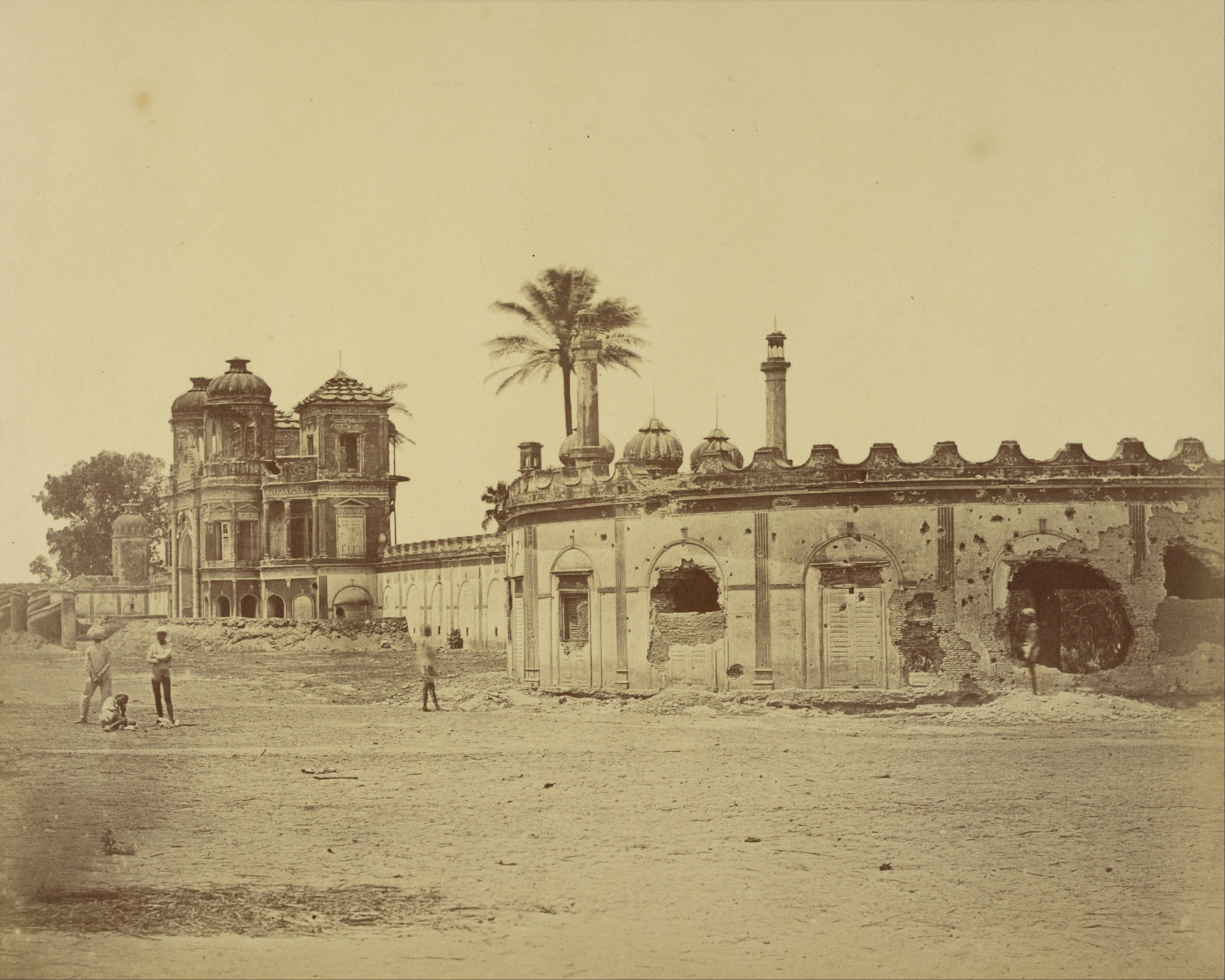
Экстерьер дворца Сикандар Баг в Лакхнау, март 1858. Альбуминовая серебряная печать

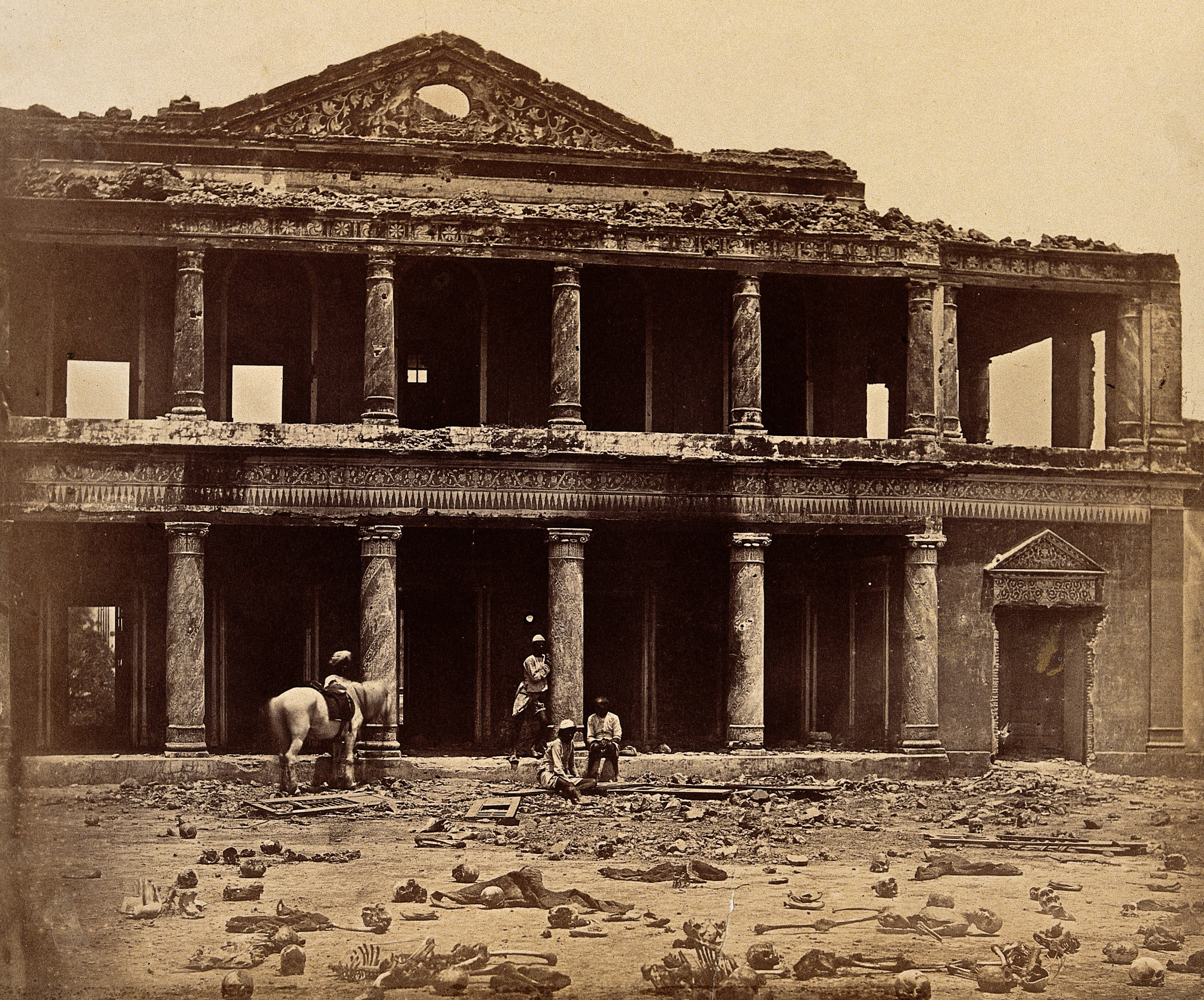
Интерьер дворца Сикандар Баг в Лакхнау после убийства 2 000 повстанцев войсками 93-го пехотного и 4-го пенджабского полков, март 1858. Альбуминовая серебряная печать

В феврале 1858 года Феликс Беато приезжает в Калькутту и путешествует по Северной Индии, чтобы задокументировать последствия индийского национального восстания 1857 года. В течение этого времени он, возможно, впервые сфотографировал трупы. Есть мнение, что по крайней мере на одной его фотографии дворца Сикандар Баг в Лакхнау он откапывал и перекладывал остатки индийских повстанцев таким образом, чтобы усилить драматический эффект (см. события в крепостях Таку). Также он посетил города Дели, Канпур, Мирут, Варанаси, Амритсар, Агра, Шимла и Лахор.
Однако Беато был всё же коммерческим фотографом, а фотостудии в то время приносили гораздо более хороший и стабильный доход, чем исследовательские хронологические фоторепортажи. В 1859 году Феликс Беато открыл фотостудию в Калькутте. Как и другие коммерческие фотографы того времени, в фотостудии Феликс Беато занимался тиражированием своих снимков. Технология представляла собой следующую последовательность действий: прикрепление готовых изображений на гладкую поверхность при помощи специальных кнопок, повторное их фотографирование. Вследствие этого на некоторых его фотографиях по краям остались круглые следы от кнопок, также, естественно, что с каждым новым снимком терялось качество снимков, детали стирались и фотография становилась совершенно нерезкой.
В июле 1858 года к Феликсу Беато приехал его брат Антонио, но уже в декабре того же года последний покинул Индию по состоянию здоровья. Антонио Беато остановился в Египте в 1860 году, где через два года в 1862 году открыл фотостудию в Фивах.

### Китай

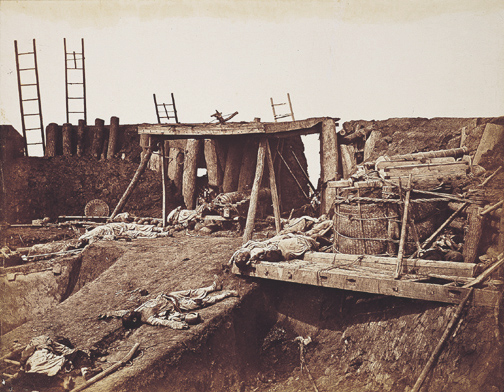
Крепости Дагу после взятия их англо-французскими войсками, 21 августа 1860 года, Феликс Беато

В 1860 году Феликс Беато покинул фирму «Робертсон и Беато», хотя Робертсон продолжал использовать это название вплоть до 1867 года. Феликс Беато из Индии поехал фотографировать англо-французскую военную экспедицию в Китае в Второй Опиумной войне. Он прибыл в Гонконг в марте и сразу приступил к фотографированию города и его окраин, в том числе Кантона. Фотографии Феликса Беато являются одними из самых ранних фотографий Китая.
Будучи в Гонконге, Беато встретил Чарльза Виргмана, карикатуриста и корреспондента газеты The Illustrated London News. Оба сопровождали англо-французские силы до залива Даляньвань, и позже в Бэйтан к крепостям Дагу в устье реки Хайхэ и в Пекин к окрестностям Летнего дворца. Иллюстрации Чарльза Виргмана для газеты The Illustrated London News часто основывались на фотографиях Феликса Беато, сделанных по пути.

#### Взятие крепостей Дагу

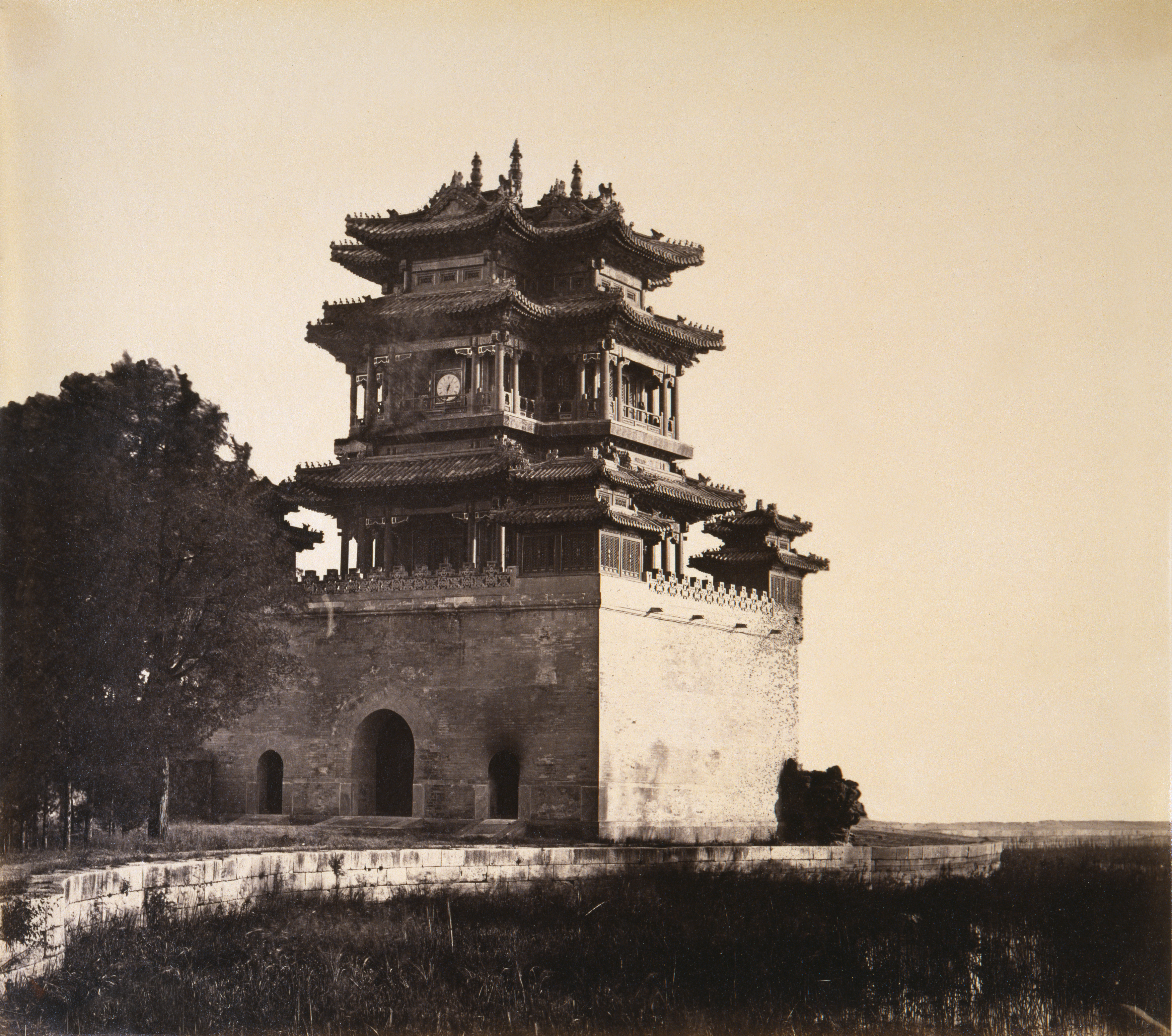
Вид Летнего дворца до его разрушения, октябрь 1860 года, Феликс Беато

Фотографии Второй Опиумной войны Феликса Беато были первым документом военной компании, составленным из последовательных снимков с датами. Его фотографии крепостей Дагу показывают нарративный подход к воссозданию сражений. Снимки показывают подходы к фортам, последствия бомбардировок стен и фортификаций, разрушения в крепостях, включая тела погибших китайских солдат. В альбомах снимки расположены таким образом, чтобы воссоздать последовательность боя.
Снимки Феликса Беато погибших китайцев — он никогда не снимал погибших британцев или французов — показывают его манеру идеологической фотожурналистики. В результате фотографии представляют собой изображение военных успехов и военной мощи британского империализма, в том числе с коммерческой точки зрения основными покупателями его работ были британские солдаты, колониальные администраторы, торговцы и туристы. В Великобритании же снимками Беато оправдывали опиумные войны, а также другие колониальные войны. Фото Феликса Беато формировали и общественное мнение о Востоке.

#### Летний дворец
За Пекином в Летнем дворце, частной резиденции Китайского императора, Феликс Беато сделал серию фотографий, включая снимки павильонов дворца, храмов, живописного озера и садов. Некоторые из них, сделанные в период с 6 по 18 октября 1860 года, запечатлели здания, сожжённые Первой британской дивизией по приказу Лорда Элгина, как акт мести за пытки и убийство 20 членов Объединённой дипломатической миссии. Среди последних снимков Феликса Беато в Китае были портреты лорда Элгина, прибывшего в Пекин для подписания Пекинского трактата, и князя Гуна, который расписывался за императора Сяньфена.

### Великобритания
Беато вернулся в Англию к ноябрю 1861 года и в течение зимы продал более 400 фотографий Индии и Китая Генри Герингу, Лондонскому коммерческому фотографу портретисту. Геринг сдублировал и перепродал снимки. Стоимость коллекции снимков Китая Феликса Беато в 1867 году превосходила средний годовой доход (лат. per capita) в Англии и Уэльсе, а стоимость коллекции снимков Индии превосходила его почти вдвое.

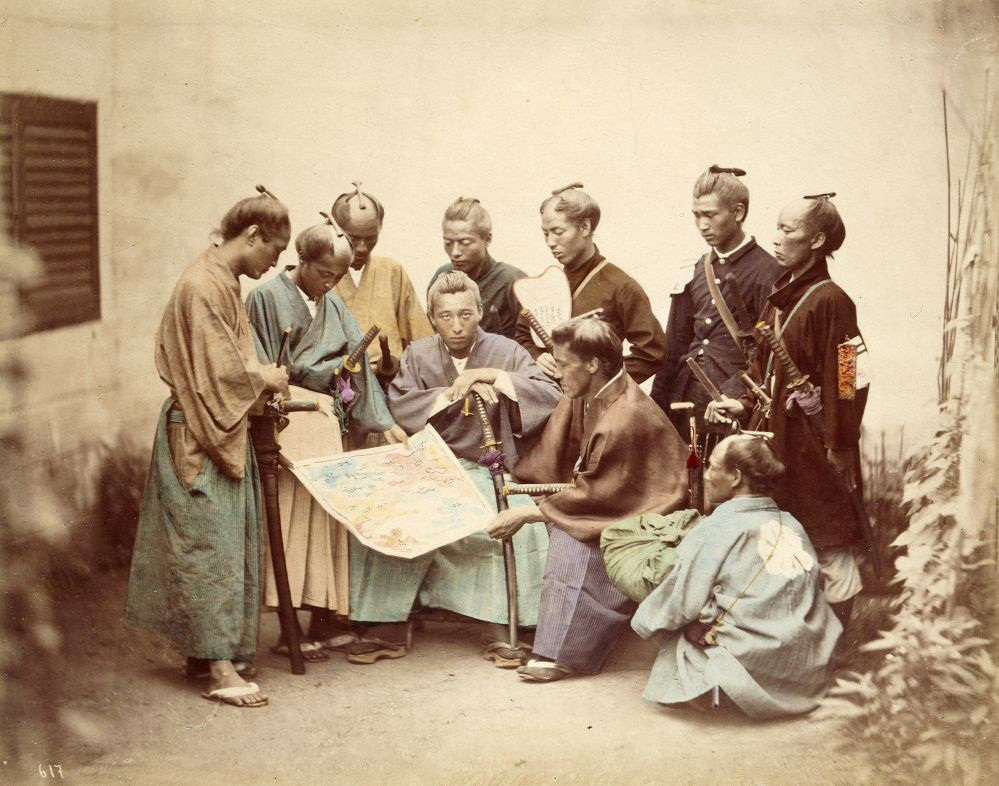
Самураи клана Сацума в период Войны Босин, (1868—1869), Феликс Беато

### Япония

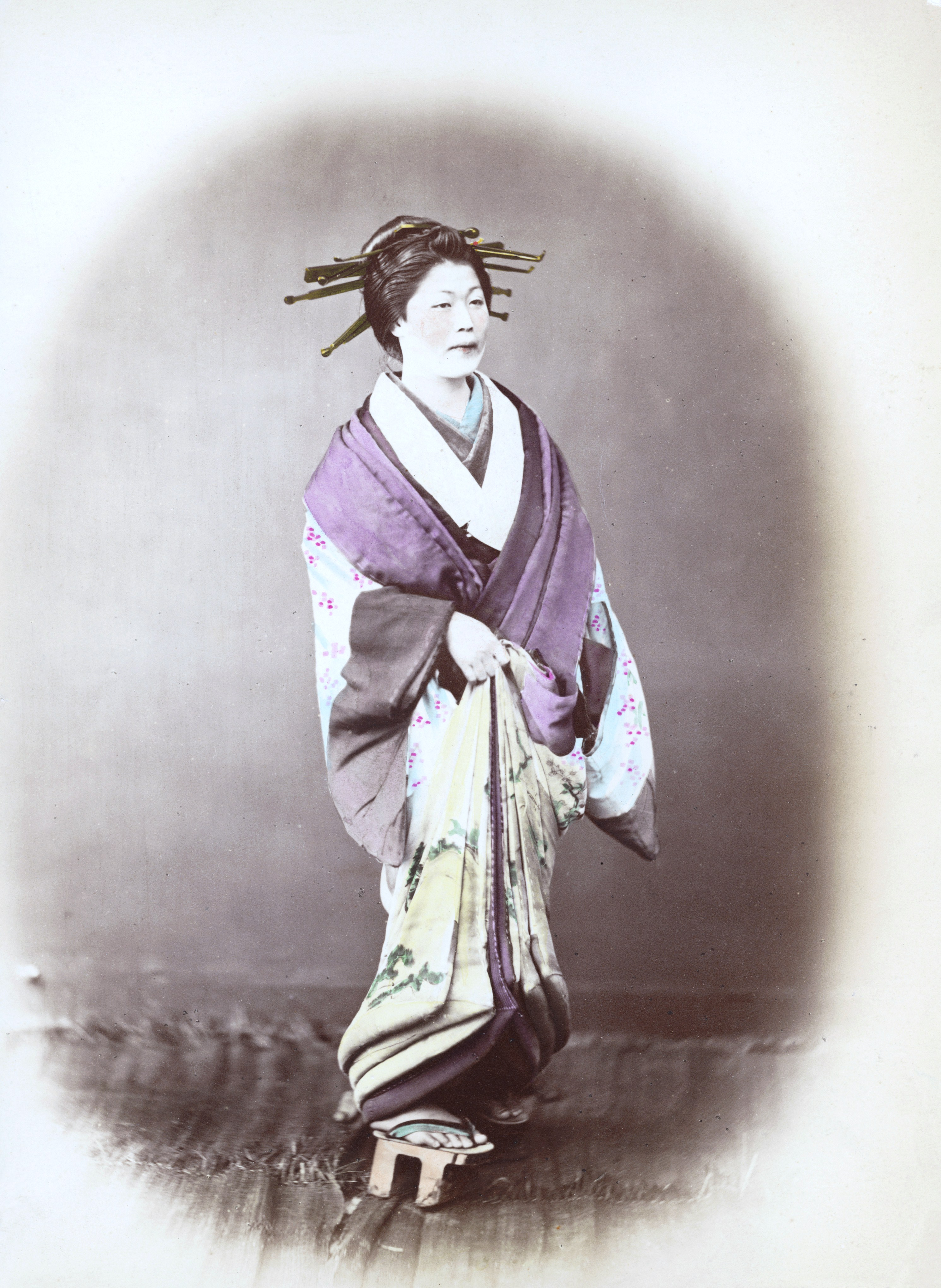
Гейша в 1860-е, Феликс Беато

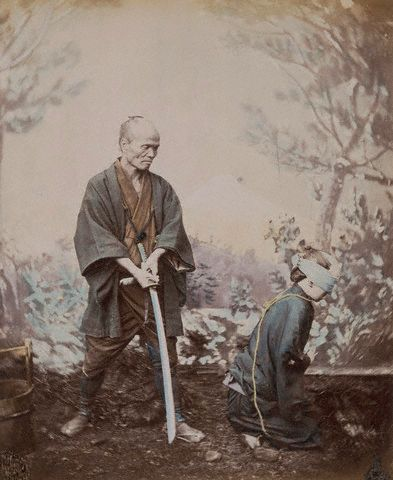
Казнь в Японии, поставленная студийная сцена, Феликс Беато

В 1863 году Феликс Беато отправился в Йокогаму в Японию, где присоединился к Чарльзу Виргману, находившемуся там с 1861 года. Они организовали фирму «Беато и Виргман, художники и фотографы», существовавшую с 1864 по 1867 годы. Виргман опять делал рисунки с фотографий, сделанных Беато, в то время как Феликс Беато фотографировал некоторые наброски и работы Чарльза Виргмана. Японские фотографии Беато включают портреты, жанровые фотографии, пейзажи, панорамы городов, а также виды одной из пяти важнейших дорог периода Эдо: Токайдо, относящиеся к рисункам укиё-э японских художников Утагавы Хиросигэ и Кацусики Хокусай. Это было очень важное время для фотографирования, так как иностранный доступ в страну был сильно ограничен Сёгунатом. Снимки Феликса Беато уникальны не только своим качеством, но и в связи с редкостью фотографических изображений периода Эдо Японии.

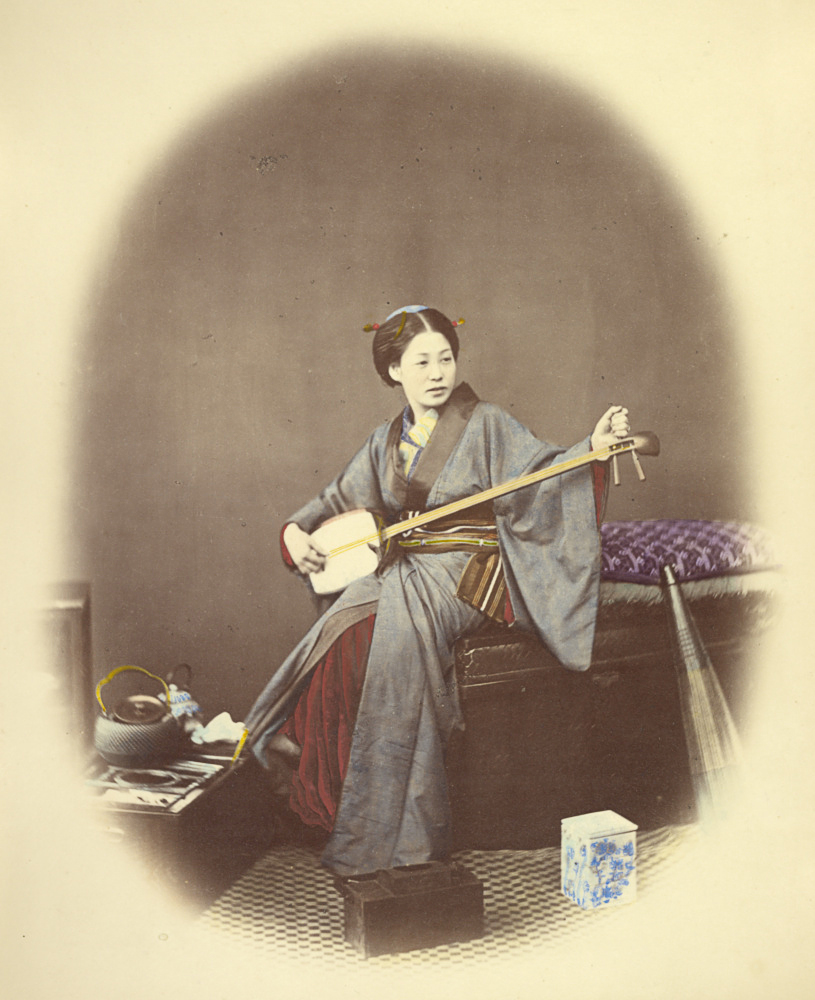
Куртизанка с Сямисэном в 1860-е, Феликс Беато

Феликс Беато, пребывая в Японии, был очень активен. В сентябре 1864 года он был официальным фотографом военной экспедиции к Симоносеки. В следующем году Беато сделал серию видов города Нагасаки и его окрестностей. С 1866 года с Феликса Беато очень часто рисовали карикатуры в газете «Японский Удар», основанной Виргманом. В октябре 1866 года пожар уничтожил большую часть Йокогамы, Беато потерял свою студию и негативы, следующие два года он усердно работал, создавая новый материал, воспроизводя потери. Результатом были два тома фотографий: Национальные типы, содержащие 100 портретных и жанровых работ, а также Виды Японии, содержащие 98 пейзажей и городских панорам. Многие фотографии были раскрашены вручную с помощью улучшенной японской акварельной техники и техники гравюры на дереве, применённой к европейской фотографии. С 1869 по 1877 годы Феликс Беато уже без Виргмана содержал студию в Йокогаме «Ф. Беато & Ко., фотографы» с ассистентом Г. Вулеттом и четырьмя японскими фотографами, и четырьмя японскими художниками. Кусакабе Кимбей, возможно, был одним из художников-ассистентов Беато, перед тем как стал сам фотографом. Феликс Беато фотографировал с одним из первых японских фотографов Уено Хирома и другими, а также, возможно, учил фотографии австрийского фотографа Раймунда фон Штильфрида.
В 1871 году Беато служил официальным фотографом морской экспедиции США адмирала Кристофера Роджерса в Корею. Виды, снятые Феликсом Беато в этой экспедиции, являются самыми ранними подтверждёнными фотографиями Кореи и её жителей.

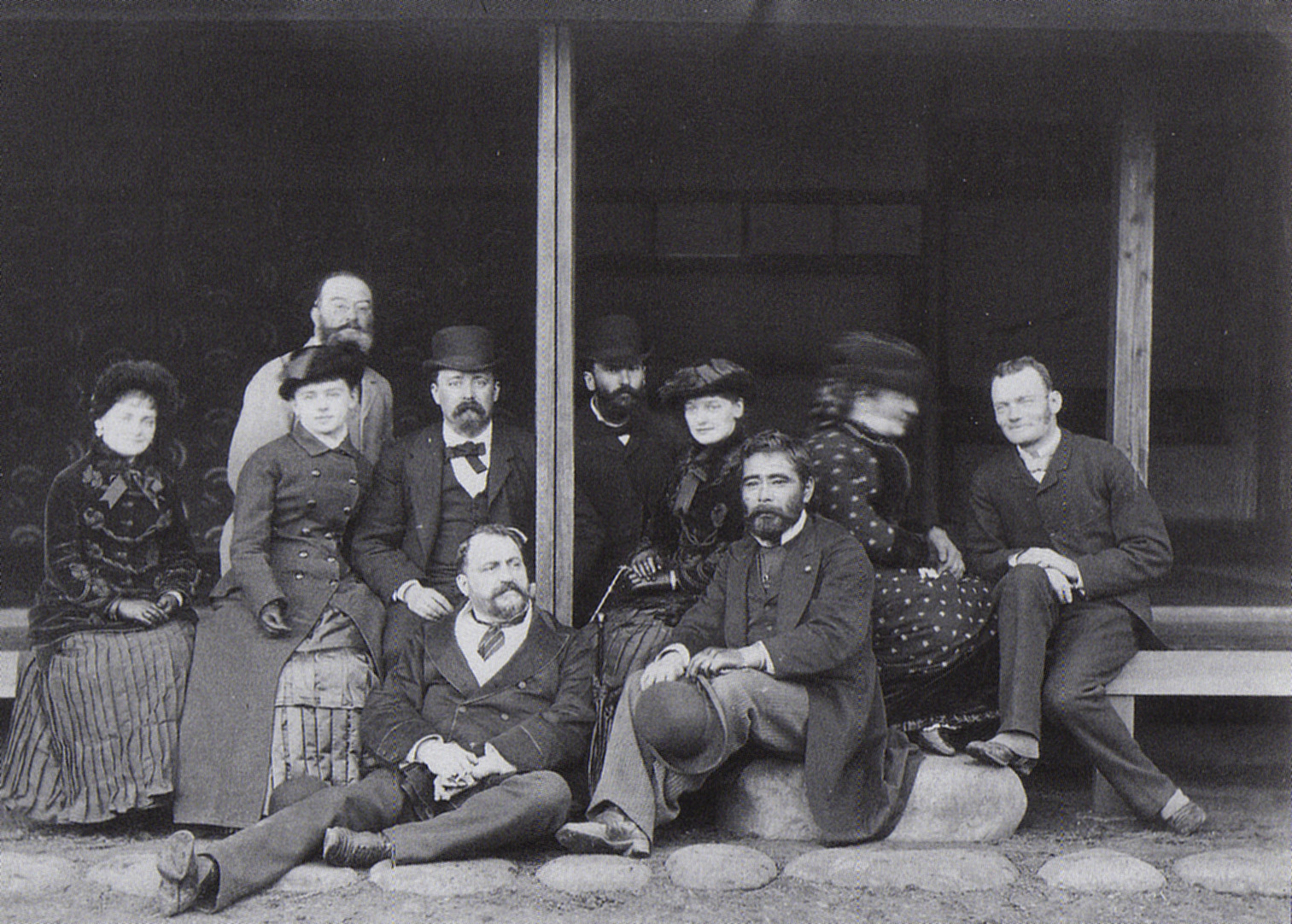
Феликс Беато и Сайго Цугумити (оба сидят впереди) с друзьями-иностранцами. Фотография французского фотографа Крафт, Хьюго, 1882 год.

В Японии Феликс Беато, кроме фотографирования, владел землёй и несколькими фотостудиями, был консультантом по собственности, имел финансовый интерес в Йокогамском Гранд Отеле и был дилером импортных ковров и женских сумок. Несколько раз он появлялся в суде в разных качествах. 6 августа 1873 года Феликс Беато был назначен Генеральным консулом Греции в Японии — факт, косвенно подтверждающий его рождение на острове Корфу.
В 1877 году, Феликс Беато продал большую часть работ фирме Стилфрид и Андерсен, которые вскоре переехали в его студию. В свою очередь, Стилфрид и Андерсен продали работы итальянскому фотографу Адольфо Фарсари в 1885 году. После этой сделки Беато отошёл от фотографии на несколько лет, занявшись финансовыми спекуляциями и торговлей. 29 ноября 1884 года Феликс Беато покинул Японию и прибыл в Порт-Саид, Египет. В японских газетах было написано, что он потерял все свои деньги на йокогамской серебряной бирже.
Кроме копирования многочисленных снимков житейских сценок и жанровых портретов, привезённых им из Японии, Беато освоил технику цветной печати, то есть технику раскрашивания готовых изображений. Феликс Беато делал объёмные панорамы, например, панорама Петанга, практически без швов, была 2,5 метра в длину.

### Последние годы

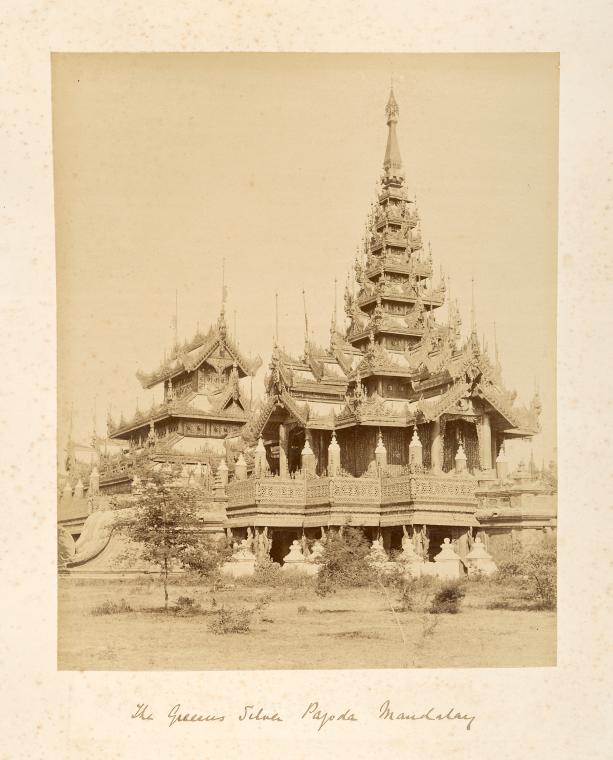
Серебряная пагода Королевы, Мандалай, Феликс Беато, 1889

C 1884 по 1885 годы Беато был официальным фотографом экспедиционных сил барона Г. Волселей, направленных в Хартум в Судан для помощи генералу Чарльзу Гордону. Ни одна фотография, сделанная Феликсом Беато в Судане, не сохранилась.
В 1886 году он преподавал фотографию в «лондонском и провинциальном фотографическом обществе», однако уже в 1888 году он опять фотографировал в Азии, на этот раз в Британской Бирме. С 1896 года у него фотостудия, мебельный и антикварный бизнес в городе Мандалай, с отделениями в Рангуне. Известны по крайней мере 2 коллекции его работ в Бирме.
О последних годах жизни Феликса Беато, имя которого останется в истории репортажной, жанровой и пейзажной фотографии навсегда, практически ничего не известно. Вероятно, после 1899 года он уже не фотографировал, однако его фирма «Беато Лтд.» существовала вплоть до 1907 года, когда стала банкротом. Феликс Беато переехал в Италию и умер 29 января 1909 г. во Флоренции, как указано в недавно найденном свидетельстве о смерти, согласно этому документу, фотограф умер неженатым.

## Вклад в мировое наследие
Наибольший вклад Феликса Беато состоит в том, что с помощью его фоторепортажей европейцы получили возможность узнать о жизни людей совершенно другой культуры, других стран и континентов, узнать что происходило в мире, а современное человечество имеет наглядное представление об обычаях и традициях своих предков. Феликс Беато повлиял на целое поколение фотографов, с которыми либо работал сам, либо которые видели его работы, можно перечислить следующих: Джеймс Робертсон, Кусакабе Кимбей, Хьюго Крафт, Раймунд фон Штильфрид, Адольфо Фарсари и другие. Феликс Беато в то же время показал, что, несмотря на совсем несовершенное оборудование, он добивался очень качественного изображения на фотографиях, передающего настроение, стиль, а также мировоззрение автора, уделял внимание правильному освещению, расположению объектов и людей. Феликс Беато часто фотографировал местное население таким образом, чтобы отобразить архитектурные или топографические особенности, поэтому иногда люди (или другие движущиеся объекты) получались размытыми или полупрозрачными. Такая размытость вообще характерна для фотографий XIX века. В основном Феликс Беато работал с альбуминовой серебряной печатью, сделанной по стеклянным негативам, изготовленным по мокроколлодионному процессу. Также Беато один из первых освоил и применял технику цветной печати и тонирование. Феликс Беато опять же один из первых стал снимать панорамы, где тоже добился удивительного для того времени качества, панорамы получались практически без швов и стыков.
В настоящее время его фотографии находятся в очень многих частных коллекциях, так как они перепечатывались как самим автором, так и новыми владельцами для последующих продаж. Достаточно перечислить некоторые всемирно известные музеи на разных континентах, чтобы понять как широко представлены его работы: Национальная галерея Шотландии, Музей Гетти, Музей Орсе, Национальная Галерея Виктории, Музей Виктории и Альберта, Музей искусств Кливленда, Музей Людвига, Российский государственный архив кинофотодокументов.